# Калоты
Кало́ты (лат. Calotes) — род ящериц из семейства агамовых, обитающий в Азии.

## Описание
Общая длина представителей этого рода колеблется от 40 до 65 см. Цвет кожи коричневый, зелёно-оливковый с тёмный или светлыми поперечными полосами или пятнами. Туловище стройное, сжатое с боков. Голова пирамидальная, короткая. Задние конечности длиннее передних, пальцы длинные и цепкие. Хвост тонкий и длинный у самцов. Кожа покрыта однородной ребристой чешуёй, которая расположена правильными поперечными или косыми рядами. У большинства видов вдоль середины спины есть гребень из увеличенной треугольной чешуи. Такие же гребни встречаются на затылке или на заднем крае головы. У самцов хорошо развит горловой мешок. Бедренные поры отсутствуют.

## Образ жизни
Предпочитают лесистые места, усадьбы. Живут на деревьях, хотя иногда спускаются на землю. По ней они перебегают от дерева к дереву. Некоторые виды, подобно другим агамовым и хамелеонам способны изменять свою окраску. Питаются насекомыми, беспозвоночными, мелкими ящерицами.

## Размножение
Это яйцекладущие ящерицы. Самки откладывают в дуплах или ямках от 5 до 23 яиц.

## Распространение
Обитают от Индии, Шри-Ланки, Непала до Филиппин, Индонезии, южного Китая.

## Виды
На июнь 2021 года в род включают 25 видов:
- Calotes bachae Hartmann et al., 2013
- Calotes bhutanensis Biswas, 1975
- Calotes calotes Linnaeus, 1758 — Обыкновенный калот
- Calotes ceylonensis Müller, 1887 — Цейлонский калот
- Calotes chincollium Vindum, 2003
- Calotes desilvai Bahir & Maduwage, 2005
- Calotes emma Gray, 1845 — Лесной калот
- Calotes grandisquamis Günther, 1864 — Крупночешуйный калот
- Calotes htunwini Zug & Vindum, 2006
- Calotes irawadi Zug, Brown, Schulte & Vindum, 2006
- Calotes jerdoni Günther, 1870
- Calotes liocephalus Günther, 1872 — Львиноголовый калот
- Calotes liolepis Boulenger, 1885 — Горный цейлонский калот
- Calotes manamendrai Amarasinghe & Karunarathna, 2014
- Calotes maria Gray, 1845
- Calotes medogensis Zhao & Li, 1984
- Calotes minor (Hardwicke & Gray, 1827)
- Calotes mystaceus Duméril & Bibron, 1837 — Усатый калот
- Calotes nemoricola Jerdon, 1853
- Calotes nigrilabris Peters, 1860 — Черногубый калот
- Calotes nigriplicatus Hallermann, 2000
- Calotes paulus (Smith, 1935)
- Calotes pethiyagodai Amarasinghe, Karunarathna & Hallermann, 2014
- Calotes versicolor Daudon, 1802 — Калот-кровосос
- Calotes zolaiking Giri et al., 2019

## Галерея

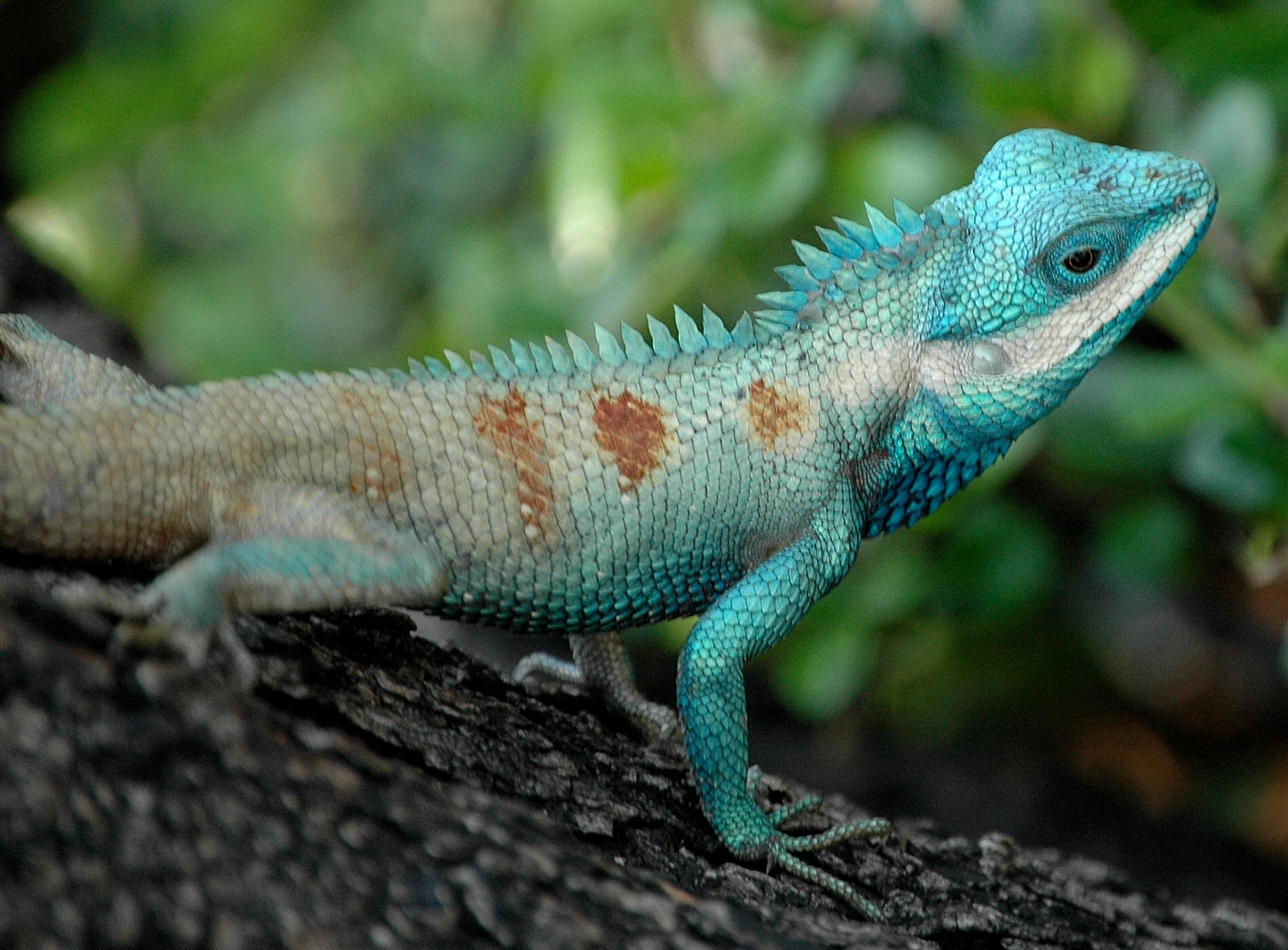
Усатый калот
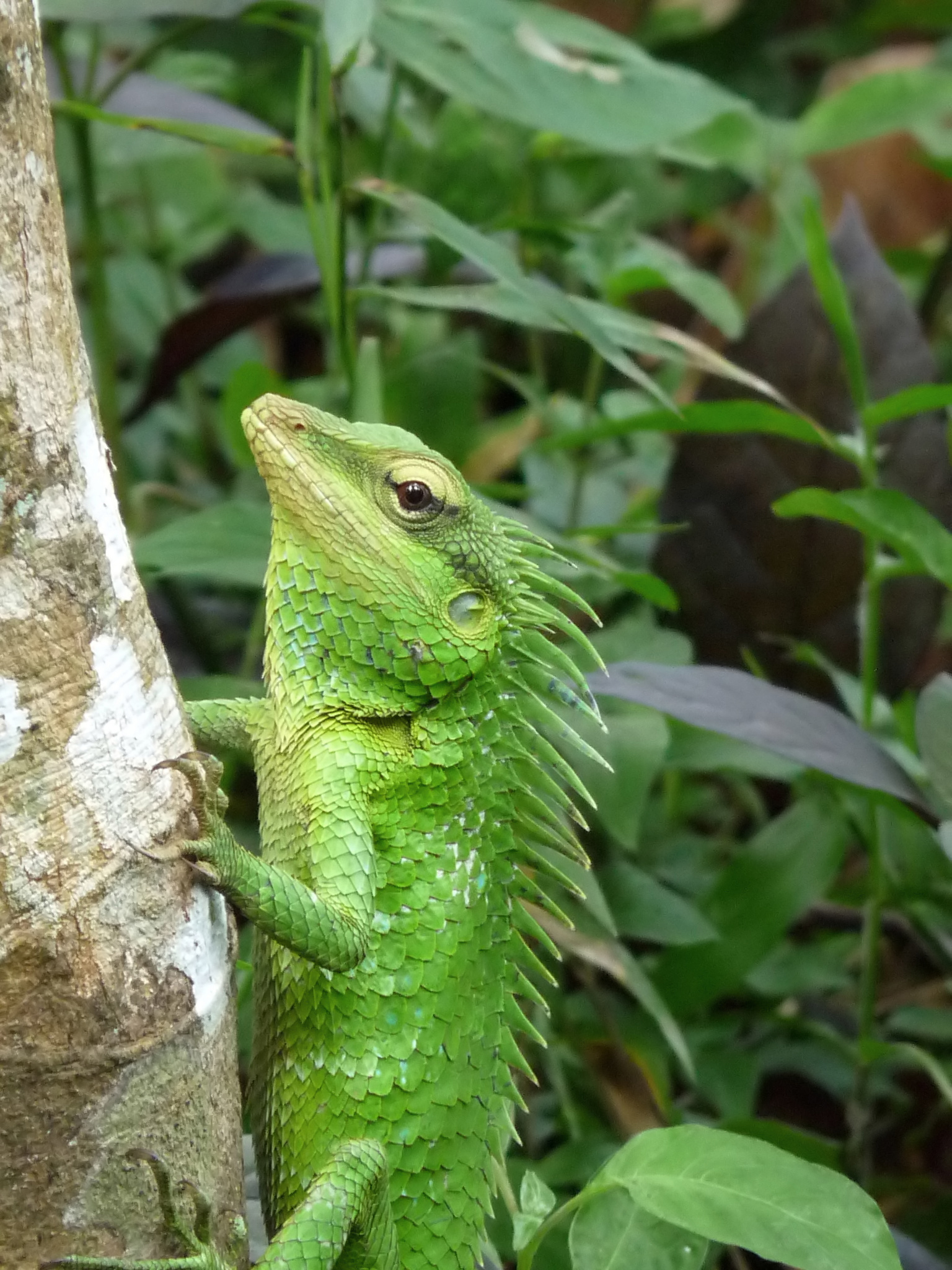
Крупночешуйный калот
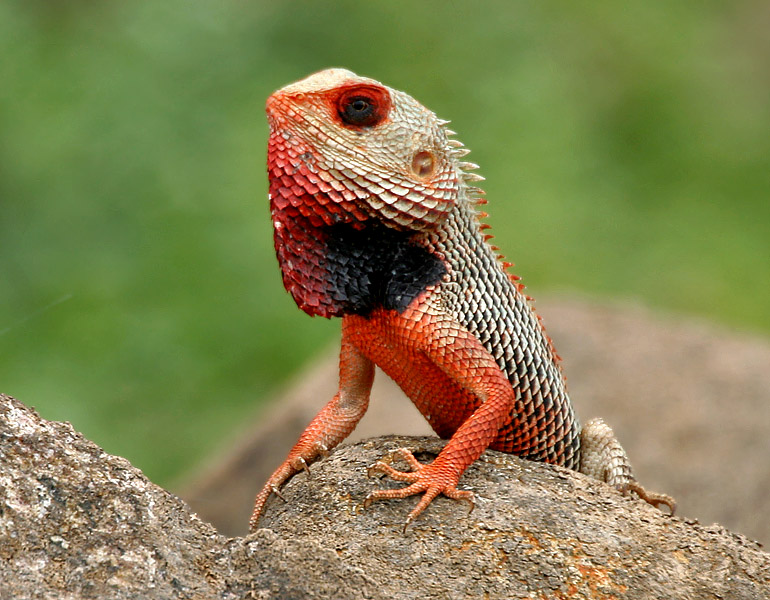
Калот-кровосос
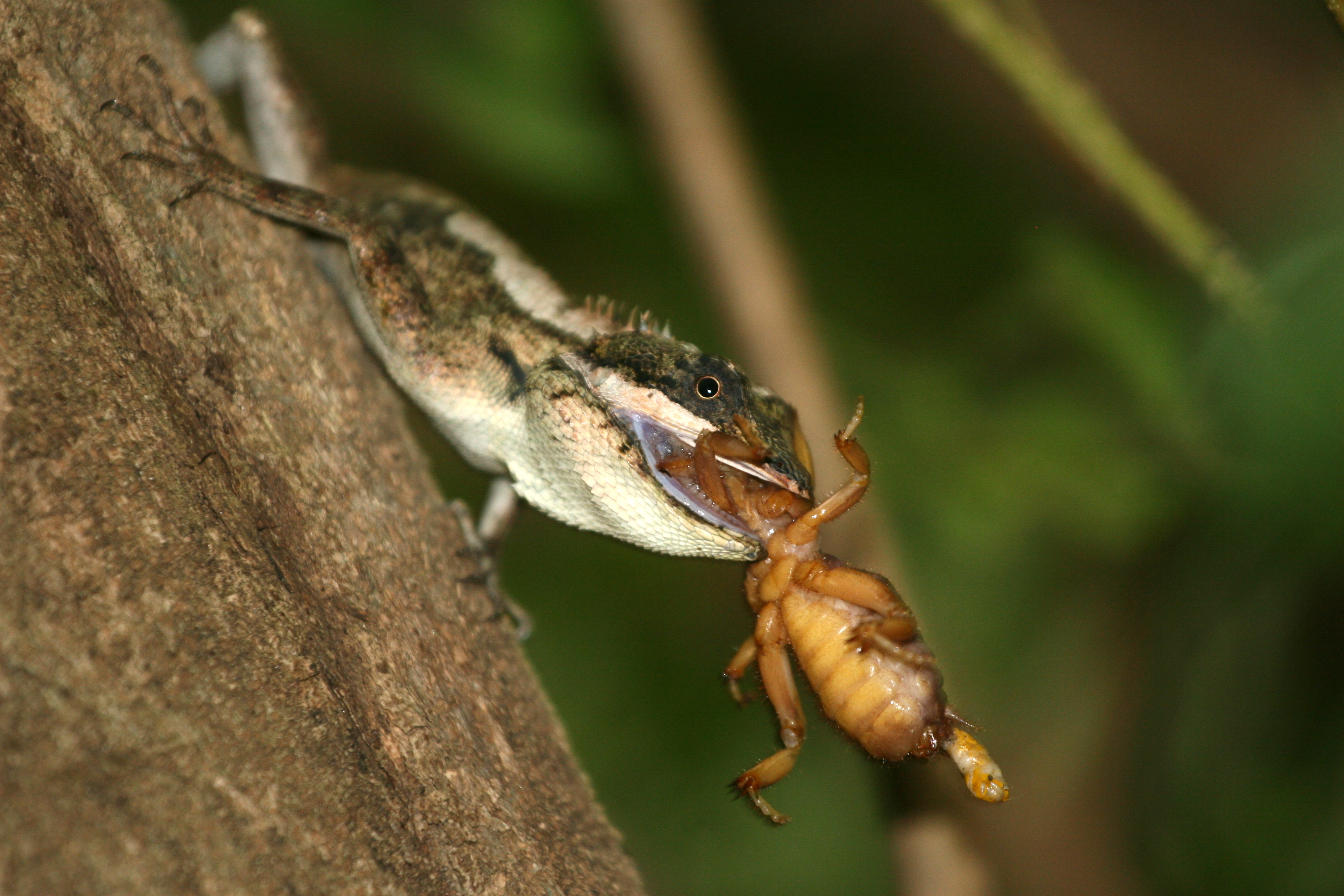
Цейлонский калот